# 웰니스투어리즘
웰니스투어리즘(wellness tourism, ウェルネスツーリズム)이란 여행을 하면서 스파, 요가, 명상, 피트니스, 건강식, 레크리에이션(recreation), 교류 등을 통해 심신의 건강을 고려한 여행, 지역자원을 접하며 새로운 자기발견과 자기개발을 할 수 있는 여행, 긴장을 풀고 건강을 되찾아 새로운 활력을 얻는 여행을 말한다. 보관됨 2018-06-23 - 웨이백 머신

## 기원
웰니스투어리즘의 대부분은 스파투어리즘(spa tourism)이며, 해외에서는 동의어로 사용되는 사례가 적지 않다. Global Spa & Wellness Summit(2013)에서 발표된 통계자료에 따르면, 현재 세계적으로 추진되고 있는 웰니스투어리즘의 거의 절반(47%)은 스파 투어리즘이었다. 이를 통해 웰니스투어리즘의 기원 가운데 하나는 기원전 고대 로마 전사들의 상처와 질병치료에 효과적인 온천입욕(스파), 교외에서 발전한 공중목욕탕을 찾아가는 여행으로 거슬러 올라갈 수 있다. 중세에 들어서면 온천의 의학적 효과검증이 추진되었으며, 18세기 경에는 왕후귀족이 고급요양지에 체재하거나 도시를 형성하는 것으로 발전했다. 일본에서는 온천탕치(온천이나 약소를 넣은 목욕탕에서 치료하는 행위)를 위한 여행을 기원으로 하며, <고서기>(古事記), <일본서기>(日本書紀)에 귀족을 중심으로 질병치유, 요양으로 온천탕치를 활용했다는 기록이 보이며, 에도시대(江戸時代)에는 기도나 참배, 명소순례와 탕치를 묶은 오락관광으로 전환돼 서민으로 퍼졌다. 보관됨 2018-06-23 - 웨이백 머신

## 현대의 웰니스 투어리즘
Wolfgang N 등(2004)에 따르면, 현대의 웰니스투어리즘은 치료와 같은 의료적인 이미지가 강한 것에서부터 건강증진, 긴장해소(relaxation), 식사(양생법), 운동, 미용 등으로 구성된 것을 웰니스투어리즘이라고 한다. 실제 웰니스 투어리즘을 내세워 개최되는 여행을 보면, 먹거리와 운동, 보양, 온천, 스파, 스포츠, 레크리에이션, 문화활동, 상보적 대체요법에서부터 일부 서양의료에 이르기까지 다양한 프로그램이 제공되고 있다. 보관됨 2018-06-23 - 웨이백 머신

## 웰니스투어리즘의 시장규모
GWI(Global Wellness Institute)의 조사에 따르면, 2015년에 세계적으로 6억 9,000만명이 웰니스투어리즘에 참여해 전세계 여행수입의 15.6%를 웰니스투어리즘이 차지하고 있다고 한다. 일반 여행객과 비교해 여행지출액은 159% 높으며, 경제적 파급효과는 1.5조 달러로 높으며, 고용효과는 3,280만명에 해당하는 것으로 시산되었다.

## 일본의 웰니스 투어리즘
류큐대학교 아라카와 마사시(荒川雅志) 교수 등은 일본 웰니스투어리즘의 모델을 제시하고 있다. 사계절의 정서와 풍요로운 자연, 세계 유수의 온천자원, 해양자원, 와쇼쿠로 대표되는 일본음식, 정신풍토, 전통문화, 세계 최고의 장수국가이라는 사실과 지혜 등 고유의 지역자원을 '웰니스자원'으로 재구성해 제공함으로써 심신의 균형을 꾀하고 새로운 발견과 자기개발, 바쁜 일상에서 벗어나 자신을 발견하는 '원점회귀'을 포함한 여행을 제창하고 있다. 보관됨 2018-06-23 - 웨이백 머신

## 참고 문헌
- Melanie Smith and László Puczkó(2009). Health and wellness tourism, Butterworth-Heinemann.
- 荒川雅志 著、NPO日本スパ振興協会編著 「ウェルネスツーリズム～サードプレイスへの旅～」フレグランスジャーナル社（2017）

## 같이 보기
- 웰니스
- 헬스투어리즘